# 观庄乡
观庄乡，是中华人民共和国宁夏回族自治区固原市隆德县下辖的一个乡镇级行政单位。

## 行政区划
观庄乡下辖以下地区：
观堡村、姚套村、倪套村、中梁村、阳洼村、前庄村、后庄村、林园村、石庙村、大庄村、红堡村和田川村。